# Philippe Bohrer

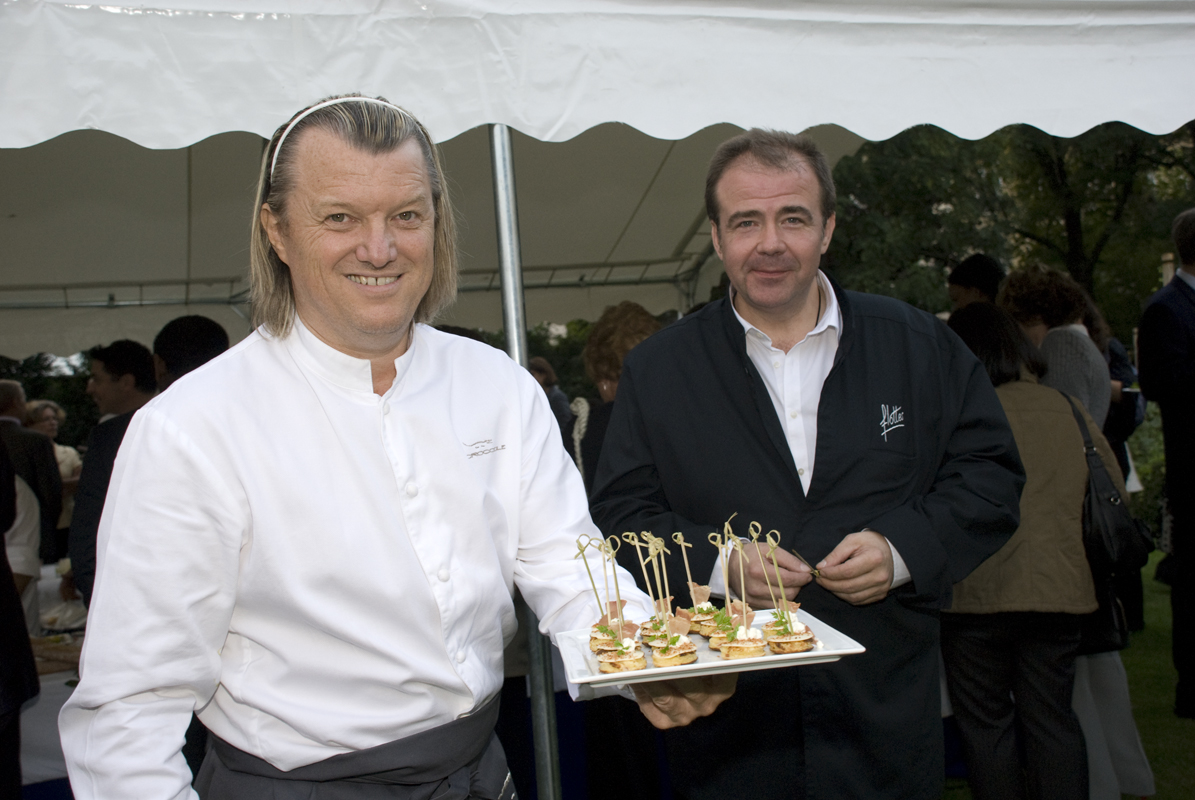
Philippe Bohrer (links, 2011)

Philippe Bohrer (* 1962 oder 1963 in Colmar) ist ein französischer Koch.

## Leben
Philippe Bohrer, ein elsässischer Bauernsohn, erlernte den Beruf eines Kochs, unter anderem bei Paul Bocuse, Jacques Lameloise, Bernard Loiseau und Philippe Gaertner. Nach eigener Darstellung war die Unterschätzung durch seine Eltern eine Triebfeder zu späteren Höchstleistungen.
Sein Restaurant Philippe Bohrer  in Rouffach südlich von Colmar wurde vom Guide Michelin mit einem Stern ausgezeichnet,
2009 kaufte er das Restaurant Au Crocodile in Straßburg. Mit Gautier Gaschy als Küchenchef wurde die Küche mit einem Stern bewertet. 2014 verlor sein Restaurant Philippe Bohrer den Guide Michelin-Stern, 2015 sein Restaurant Au Crocodile in Straßburg, das er dann an Cédric Moulot verkaufte.
Bohrer baute das schlichte Bistro in Rouffach zu einem kleinen Hotel namens Domaine de Rouffach aus, mit 48 Zimmern, einem Gourmetrestaurant und einer Brasserie.

## Prix Bohrer
Philippe Bohrer initiierte einen nach ihm benannten Literaturpreis, der an Autoren von Büchern über die Küche, die im Jahr der Verleihung erschienen sind, verliehen wird. Der erste Preisträger war 2012 Eric Briffard. Die Jury vergab einen Spezialpreis an Hugo Desnoyer. Acht weitere namhafte Koch-Autoren nahmen an der Auswahl teil, darunter Paul Bocuse.

## Veröffentlichungen
- Philippe Bohrer, Gilles Pudlowski, Maurice Rougement (Fotos): Au Crocodile. Éditions du Chène, Paris 2012, ISBN 978-2812305382.